# Morston
Morston is een civil parish in het bestuurlijke gebied North Norfolk, in het Engelse graafschap Norfolk met 86 inwoners.